# Siikasaari
Siikasaari is een onbewoond eiland in de Zweedse Kalixälven. Het eiland heeft geen oeververbinding. Het meet ongeveer 6,5 hectare.